# 愛場大介
愛場 大介（あいば だいすけ、 1974年 - ）は日本の男性ビデオブロガー、映像作家、YouTuber。滋賀県大津市在住。富山県入善町生まれ。大阪芸術大学映像学科卒業。動画クリエイターとしてのハンドルネームはジェットダイスケ。2009年、アルファブロガーアワード受賞。ビデオアート系の映像作家としても受賞歴があり、国内外で作品を上映している。日本で最初の動画レビュアーとして知られ、創設以来YouTubeの発展に貢献。個人ブログ「ガジェット☆ダイスケドットコム」では、主にデジタル商品を動画と共に紹介している。2013年より、UUUMの顧問を務める。2016年4月時点でYouTubeの総再生回数は1億6000万回を超える。
ジェットカットなる編集法の生みの親。

## 来歴

### 大学卒業まで
愛場は富山県下新川郡入善町で生まれ、富山県立入善高等学校卒業までそこで過ごした。
2014年の自著で愛場は「今となっては周辺の観光地からもやや距離があり、わざわざ訪れる理由も少ない場所です」「最寄りの駅までは車で20分ほど。そんな場所ですから、映画館やコンサート会場のような文化的なものは遥か彼方の存在でした」と生育環境を語っており同著で「現在YouTuberとして活躍するクリエイターには、私と同じ北陸地方出身者が多いのです」と分析している 。
愛場は中学・高校と男子バレー部で活動。
愛場は父が買ったきり使わなくなったビデオカメラやお年玉をはたいて買ったMSXとビデオデジタイザーを利用して活動にいそしんだ。愛場は中学在学当時放送していた『コサキン勝手にごっこ』や『三宅裕司のえびぞり巨匠天国』などにも関心を示し、動画制作に意欲を持っていた。大学に入学してからは、音楽制作への欲求も沸き、自分で作曲して弾き語りのデモテープを作り、ほかの楽器パートも加えれれば、一人でも曲を完成させることができると知った。

### マルチメディアとの出会い
大学卒業後、大阪のとある作曲家大先生の元で働き、オーディション告知のビラ撒きバイトたちの采配などをしつつ、映像制作プロダクションを立ち上げるべくスポンサー集めに奔走していたが、頓挫。ほどなくしてその大先生の紹介で、今度は内芝製作所という会社に入社。しかし、90年代半ばの技術は、当時勤務していた会社で使っていた128kbpsのISDN回線が高速だと言われるほどであり、映画会社のウェブサイトでサイズが切手ほどの1分から2分の予告編を見ようとしたらダウンロードの為に昼休みを使い切る程度であった。ビデオデッキにパソコンをつなげば全世界の人に24時間ずっと映像を流し続けることができると信じていた愛場にとってこれはショックであった。その後東京に引っ越してからもウェブサイトの運営は続け、ウェブ上で日記を書くようになった。2001年にADSL回線が広く普及した頃の愛場はインターネットサービスプロバイダーに入社したばかりで、会社のサーバーに動画データを置き、映像をどれくらいスムーズに流せるか、様々な実験を繰り返していた。高校時代に製作した『ジェットダイスケ』をCGでリメイクし、ウェブサイト上で公開した際には、長年描いていた動画配信の構想が現実に近づいたと喜んだ。同じころにはPHS端末を使用して外出先からのライブ映像に挑戦し、クオリティとしてはパラパラ漫画に満たない出来ではあったものの成功に終わった。2001年の元日からは「エレクトロニッキ」という日記動画シリーズの配信を始めた。「2000年に人類は滅亡した」という設定で、CG加工した愛場本人の顔を登場させ、3分ぐらいでその日の出来事を語るという内容であった。この企画はレンタルサーバーのディスク容量の不足から1週間で頓挫。

### YouTubeとの出会い
2006年2月からYouTubeでの動画配信を開始。新興サービスのYouTubeは、当初はあくまで手軽に動画を配信でき、読者にも簡単に見てもらえるツールとして活用を始めたという。当時のブログやサーバは容量が小さく、大容量の動画ファイルは扱いにくかった。「ブログにリンクできる動画置き場」「一見さんに見つけてもらえる宣伝の場」を兼ねるサービスとして捉えていたそうである。カメラや家電など、日本の電子機器への海外からの注目もあり、米国を中心に国外からのアクセスも比較的多く、ブログとはまた少し違った楽しさを感じたという。愛場が動画配信に手応えや期待を感じたきっかけの1つが、2009年に東京・お台場に現れた実物大『機動戦士ガンダム』を収めた動画である。建設途中の下半身だけの状態も記録し、数日後には完成した姿をいち早く配信。YouTubeの「おすすめ動画」にも選ばれ、海外のWebニュースサイトにも掲載された。「今はお金になることを見越して動画配信を始める人も多いと思うが、当時はもうかるかどうかなんて考えもしなかった。そもそも動画が流行るのかどうかも分からなかったし、乱立するサービスもどこが生き残るのか……。自分だけでなく、やりたいことをやろう、楽しいことをやろう、という気持ちで動いていたと思う」と愛場は当時について後にインタビューで振り返っている。
得意分野はおもにデジタルガジェット全般で、なかでも音楽系のガジェットに定評がある。それらに加えて、IT分野には欠かせないジャンクフードなどもたまに扱う。
2017年5月24日から6月3日まで作品展「空蝉」を開催した。

## 動画クリエイターとして

### 動画の製作・発表に関して
- 愛場は暗いリビングルームで撮影しており、照明を焚くと家族から邪魔者扱いされるため、明るさは動画を撮ってからビデオ編集ソフトなどで調節する[11] 。音声に関してはビデオカメラの内蔵マイクの音質が良いのでそのまま同録している[12]。
- クオリティの高い動画を作るよりもカギを握るのは寧ろプロモーションであると主張している。大勢にシェアされるよう、普段からSNSなどで告知する態勢を整えておくことが大事であると自著で解説している[13]。
- タイトルは動画の内容に即したものでないといけない、注意を惹くのでサムネイルで顔出しをするとよい、と著書内で主張しており、本人も少なくとも2014年時点ではそのようにしている[14]。
- テーマを決めたらぶれないこと、そして徹底的にそのテーマに即して関連するものを拾い上げることを心掛けるべきであると話している[15]。

### その他主義・主張
- 愛場はYouTubeを見ている内に「Web動画には構造も文脈も要らない」と知った。ブロガーでライターのいしたにまさきとの対談でこのことを話しており、同時に「誰かが補完してくれるか、見てる側がググって補完するか。ブロガー同士で集まった後でそれに関することを書いたりすると、引用とリンクの嵐になったりするじゃないですか。もう誰も1コンテンツとしてまとめないですよね。「まとめ」と言われるものはリンク集ですし（笑）」と感想を述べている[16]。
- 出演した『クローズアップ現代』の中で「生計を立てられているのは、日本では数十人レベル」と厳しい現実を伝えている[17]。
- YouTubeの運営が13歳未満の児童の利用を奨励していないことから低年齢YouTuberに関しては「無用なトラブルを避けるためにも年齢制限は遵守すべきです。もちろん、子供や若者のクリエイティビティを否定するわけではありませんし、そういった視聴者との交流を非難するつもりはありません。ただ昨今の、YouTubeでスターになれる、お金を稼げるといった風潮に流されて幼いうちから始めるのだとしたら、それは少し考えものです」としている。また、低年齢層が増えており「黙して語らず」といった演出が低年齢層には通用しないことを著書内で指摘している[18]。

## 著書
愛場大介（ジェットダイスケ）名義
- 『YouTubeで食べていく 「動画投稿」という生き方』（2014年、光文社）

## 出演

### テレビ
- 『クローズアップ現代』（2013年2月13日、NHK）
- 『富山いかがdeSHOW』（2014年12月13日、富山テレビ）

### ラジオ
- 『INNOVATION WORLD』（2017年5月26日、J-WAVE）[19]